# 4524 Barklajdetolli
Barklajdetolli (asteróide 4524) é um asteróide da cintura principal, a 2,0132022 UA. Possui uma excentricidade de 0,132534 e um período orbital de 1 291,33 dias (3,54 anos).
Barklajdetolli tem uma velocidade orbital média de 19,55128351 km/s e uma inclinação de 7,27507º.
Este asteróide foi descoberto em 8 de Setembro de 1981 por Lyudmila Zhuravlyova.